# Rachispoda thaliathrix
Rachispoda thaliathrix är en tvåvingeart som beskrevs av Wheeler 1995. Rachispoda thaliathrix ingår i släktet Rachispoda och familjen hoppflugor. Inga underarter finns listade i Catalogue of Life.